# Securitas (empresa)
Securitas és un grup d'empreses suec de serveis de vigilància i seguretat (vigilància de seguretat i patrulla mòbil), consultoria i investigació privada amb seu a Estocolm. El grup té més de 300.000 empleats a 53 països d'arreu del món i cotitza al Nasdaq OMX Stockholm al segment de capitalització borsària.

## Història
Securitas es va fundar el 1934 a Helsingborg com AB Hälsingborgs Nattvakt quan Erik Philip-Sörensen va comprar una petita empresa de vigilància de seguretat. El 1935 el nom es va canviar a Förenade Svenska Vakt AB i l'empresa es va expandir mitjançant l'adquisició de diverses empreses de seguretat, inicialment a Suècia. L'any 1949 es va fundar AB Securitas Alarm com a filial de tecnologia de seguretat de l'empresa i, durant la dècada següent, l'empresa va començar a expandir-se internacionalment.
El 1972, el grup va ser rebatejat com a Securitas, la deessa romana de la seguretat i l'estabilitat, amb un logotip format per tres punts vermells que representen els valors fonamentals del grup: «integritat, vigilància i ajuda». El 1976, Erik Philip-Sörensen va vendre el grup Securitas als seus fills Jörgen Philip-Sörensen i Sven Philip-Sörensen.
El 1983 Securitas va ser venuda a la societat de cartera Skrinet, i el 1985 va ser adquirida per Investment AB Latour del milionari Gustaf Douglas (1938-2023). Sota la nova propietat, el grup es va centrar en la seguretat, i el 1989 va començar una expansió internacional amb adquisicions a Noruega, Dinamarca, Portugal i Hongria.
El 1991 Securitas va començar a cotitzar a la Borsa d'Estocolm. Al llarg de la dècada del 1990 es van fer adquisicions estrangeres a onze països europeus i als Estats Units d'Amèrica. El febrer de 1999 Securitas va adquirir l'Agència Nacional de Detectius Pinkerton i, l'agost de 2000, Burns Security i diverses companyies de seguretat dels Estats Units. Aquestes adquisicions van convertir Securitas en una de les empreses de vigilants de seguretat més grans del món. L'any 2001 va entrar en vigor una nova organització, amb cinc àrees de negoci segons els tipus de serveis que s'ofereixen, i es va adquirir Loomis Fargo & Company.
El 2006, Marie Ehrling va ser escollida presidenta del consell d'administració de Securitas. El mateix any les divisions Securitas Systems (sistemes d'alarma, vigilància i control d'accés) i Securitas Direct (solucions per a llars i petites empreses) es van distribuir als accionistes del grup i van començar a cotitzar a la Borsa d'Estocolm. El mateix any es van crear les divisions Mobile (petits i mitjans clients) i Alert Services (vigilància electrònica d'habitatges i comerços). Posteriorment, Securitas Direct va ser rebatejat com a Verisure a tots els països excepte a Espanya i Portugal.
El setembre de 2010, Securitas va adquirir les operacions de serveis de seguretat de Reliance Security Group al Regne Unit. El novembre de 2011 Securitas va adquirir Chubb Security Personnel també al Regne Unit.
El 2013, Securitas va adquirir Pinkerton Government Services, que ofereix serveis de seguretat autoritzats a agències i programes governamentals que requereixen una habilitació de seguretat del Departament de Defensa o del Departament d'Energia dels Estats Units. Aquesta divisió de serveis governamentals de Securitas es va anomenar Securitas Critical Infrastructure Services. L'octubre de 2015, Securitas va adquirir el negoci de seguretat electrònica de Diebold Incorporated (NYSE-DBD) amb seu a Green.

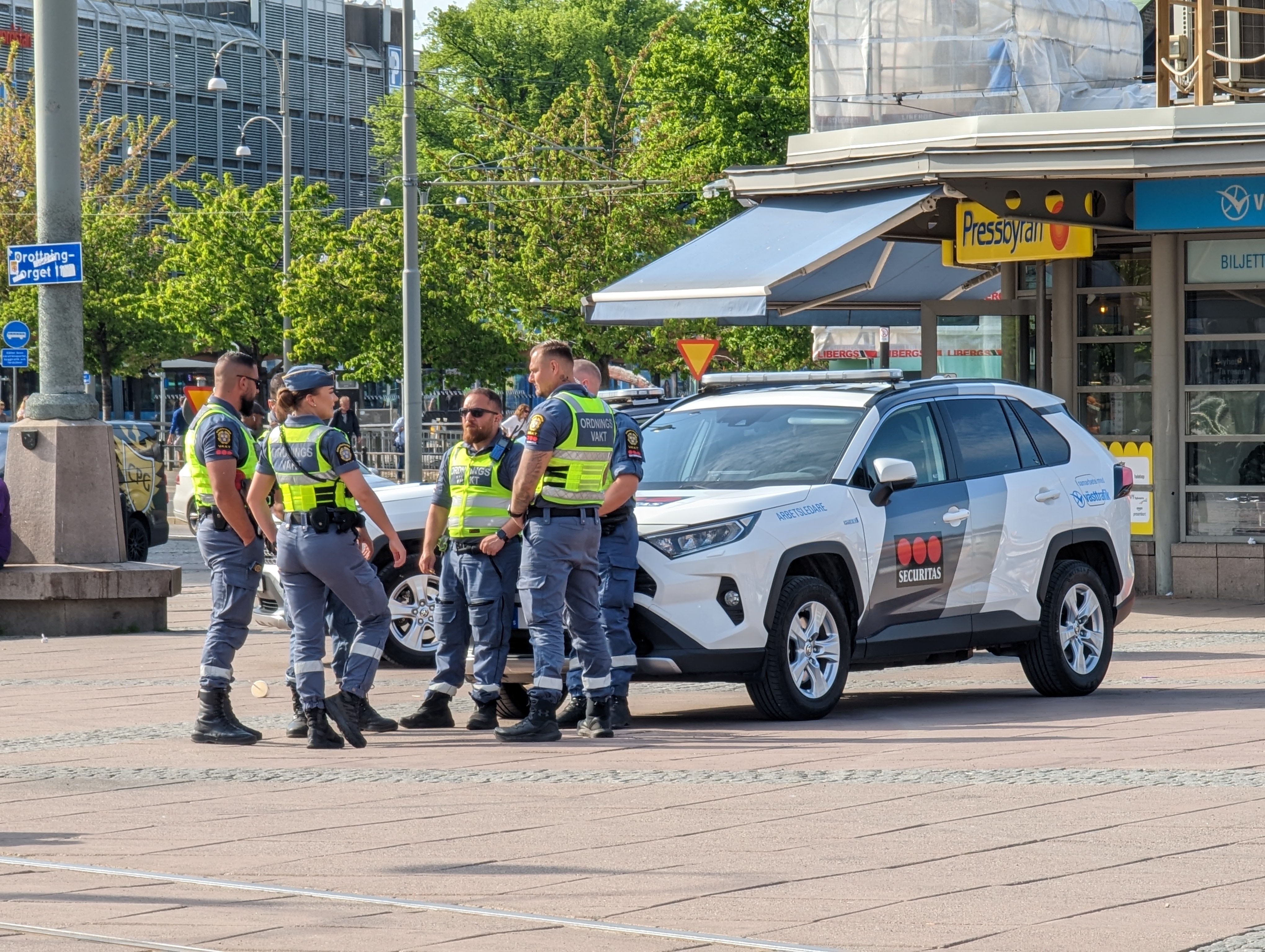
Treballadors de Securitas a Göteborg (2023)

El 22 de juliol de 2022 Securitas va comprar Stanley Security Solutions, que incloïa Stanley Healthcare, a l'empresa estatunidenca Stanley Black & Decker. Les marques van passar a anomenar-se Securitas Technology i Securitas Healthcare, respectivament. L'acord inicial es va signar el 8 de desembre de 2021.
El gener de 2022, un treballador de Securitas contractat a la Universitat Harvard, Walter J. Terzano, va ser acomiadat per protestar durant la renegociació d'un contracte sindical entre Securitas i el Service Employees International Union. Terzano va fer campanya i va intentar que altres agents de Securitas protestessin. Finalment, la National Labor Relations Board va dictaminar que Securitas havia adoptat represàlies il·legals contra Terzano.